# Austin Gipsy
L'Austin Gipsy è un modello di fuoristrada prodotto dall'Austin dal 1958 al 1967.

## Il contesto
La Gipsy fu un tentativo della casa automobilistica britannica di competere con la Land Rover nel settore dei veicoli fuoristrada.
Inizialmente era disponibile una sola versione di passo 2.286 mm (successivamente conosciuta come "passo corto"). In seguito venne aggiunta all'offerta una versione da 2819 mm, denominata "passo lungo".
Con la fusione della British Motor Corporation con la Leyland a formare la British Leyland, l'Austin Gipsy e le Land Rover erano prodotte dalla stessa compagnia. Quest'ultima decise quindi di interrompere la produzione della Gispy dopo 21.208 esemplari fabbricati.

## Caratteristiche tecniche
Le sospensioni erano piuttosto sofisticate ed erano indipendenti sulle quattro ruote. Le molle erano in gomma Flexitor. I modelli successivi usavano molle a balestra sia all'avantreno che al retrotreno, e ciò portò ad un ottimo comportamento del mezzo sulle superfici accidentate. La trazione era integrale.
La Gipsy montava un motore a benzina e valvole in testa da 2.199 cm³ di cilindrata, basato sul propulsore dell'Austin A70. La potenza erogata era di 55 CV. Prima degli anni sessanta erano comuni motori con rapporto di compressione basso, e quindi i veicoli di questo decennio erano piuttosto tolleranti alle benzine con basso numero di ottano. Fu anche offerto un motore Diesel da 2.178 cm³ e 62 CV di potenza.